# Yoduro de talio (I)
El yoduro de talio (I) es un compuesto químico con la fórmula TlI. Es inusual por ser uno de los pocos yoduros metálicos insolubles en agua, junto con AgI, CuI, SnI 2 , SnI 4, PbI 2 y HgI 2.

## Química
TlI puede formarse en solución acuosa por metátesis de cualquier sal soluble de talio con ion yoduro. También se forma como un subproducto en la yodación de fenoles promovida por talio con acetato de talio (I).
Los intentos de oxidar TlI a yoduro de talio (III) fracasan, ya que la oxidación produce el triyoduro de talio (I) , Tl + I 3 - .

## Propiedades físicas
La forma de TlI a temperatura ambiente es amarilla y tiene una estructura ortorrómbica que puede considerarse una estructura de NaCl distorsionada. Se cree que la estructura distorsionada es causada por interacciones favorables talio-talio, la distancia Tl-Tl más cercana es 383 pm. A 175 °C, la forma amarilla se transforma en una forma roja de CsCl. Esta transición de fase va acompañada de un salto de aproximadamente dos órdenes de magnitud en la conductividad eléctrica. La estructura de CsI se puede estabilizar a temperatura ambiente dopando TlI con otros haluros como RbI, CsI, KI, AgI, TlBr y TlCl. Por tanto, la presencia de impurezas podría ser responsable de la coexistencia de la cúbica y la ortorrómbica o fases en condiciones ambientales. A alta presión, 160 kbar, TlI se convierte en un conductor metálico. Las películas de TlI delgadas en nanómetros que crecen sobre sustratos de LiF, NaCl o KBr exhiben la estructura cúbica de Halita.

## Aplicaciones
Se añade yoduro de talio (I) a las lámparas de arco de mercurio para mejorar su rendimiento. La luz producida se encuentra principalmente en la parte azul verdosa del espectro de luz visible menos absorbida por el agua, por lo que se han utilizado para iluminación subacuática. El yoduro de talio (I) también se utiliza en cantidades mínimas con NaI o CsI para producir centelleadores utilizados en detectores de radiación.

## Ocurrencia natural
El yoduro de talio (I) natural se encontró recientemente, como un polimorfo ortorrómbico llamado nataliyamalikita. Es de origen fumarólico.

## Seguridad
Como todos los compuestos de talio, el yoduro de talio (I) es muy tóxico.